# Thou Shalt Not (film 1914)
Thou Shalt Not è un film muto del 1914 scritto e diretto da Will S. Davis con il nome Will H. Davis.

## Produzione
Il film fu prodotto dalla Balboa Amusement Producing Company come University Film Co., Inc. Venne girato a Long Beach, la cittadina californiana sede della casa di produzione.

## Distribuzione
Distribuito dalla Ramo Films e dall'University Films, il film uscì nelle sale cinematografiche statunitensi il 18 maggio 1914.